# Hans Kosterman
Hans Kosterman (Utrecht, 13 mei 1945 – 18 juni 2015) was een Nederlands singer-songwriter, maar was vooral werkzaam als bestuurder binnen de muziekwereld.
Dat Kosterman in de muziek zou belanden was geen uitgemaakte zaak. Hij was in zijn jeugd verbonden aan Hercules, een Utrechtse vereniging met een voetbal- en crickettak. Hij schreef later nog mee aan het jubileumboek van die vereniging. Kosterman was in de jaren zeventig en tachtig lid van de Utrechtse band Braak. Het was de tijd van de opkomst van de Nederlandstalige popbands, maar Braak kon daar niet van profiteren. De band hield zich strak aan kritische teksten, die het had opgedaan gedurende de crisisjaren 80. Die band bracht een zevental singles uit zonder daarmee succes te hebben. In 1984 werd Braak opgeheven, met nog wel reünies in 1996 en 2005/2006. Er volgde een studie Rechten. Vanaf 1990 was hij jurist bij de FNV (Kunstenbond) en zat hij in besturen van Stichting ter Exploitatie van Naburige Rechten (Sena), Naburige Rechtenorganisatie voor Musici en Acteurs (NORMA), Buma/Stemra, Professionele Auteurs Lichte Muziek (PALM), Stichting de Thuiskopie en Stichting Leenrecht. In die functies versterkte hij de positie van zingende artiesten. Bij Buma/Stemra zorgde Kosterman samen met andere rebel Henk Westbroek voor enige ophef door in een artikel in 2011 in De Volkskrant te wijzen op de aldaar heersende zakkenvullerij. Bestuursleden zouden soms meer verdienen dan de Balkenendenorm. In 2013 werd Kosterman getroffen door een hersenbloeding, waardoor hij het rustiger aan moest doen.
Hans Kosterman overleed op 70-jarige leeftijd in juni 2015.
Rapper Steen (Stijn Kosterman) stapte in de voetsporen van zijn vader met eveneens kritische teksten.
- International Standard Name Identifier: 0000 0003 9040 5994
- MusicBrainz: 9ad128bc-d097-45d7-818d-a2ab26aaeae0
- Nederlandse Thesaurus van Auteursnamen: 102197318
- Virtual International Authority File: 284003328
- WorldCat: E39PBJgd7KPKcFb8JQhckHqRKd